# Емельянов, Владимир Витальевич
Владимир Витальевич Емельянов (род. 25 апреля 1959, Даровской, Кировская область) — белорусский самбист и дзюдоист, призёр чемпионатов СССР по самбо, победитель и призёр розыгрышей Кубка СССР по самбо, призёр Чемпионата дружественных армий по дзюдо, призёр чемпионатов Европы по самбо, чемпион и призёр чемпионатов мира по самбо, чемпион Всемирных игр 1993 года в Гааге, Заслуженный мастер спорта Республики Беларусь.

## Биография
Выступал в тяжёлой весовой категории (свыше 100 кг). Тренировался под руководством Олега Ивакина. Выпускник Вятского государственного агротехнологического университета. Является почётным гражданином посёлка Даровской Кировской области.

## Выступления на чемпионатах страны
- Кубок СССР по самбо 1986 года — ;
- Чемпионат СССР по самбо 1987 года — ;
- Чемпионат СССР по самбо 1989 года — ;
- Кубок СССР по самбо 1989 года — ;
- Чемпионат СССР по самбо 1990 года — ;
- Чемпионат СССР по самбо 1991 года — ;
- Самбо на летней Спартакиаде народов СССР 1991 года — ;

## Семья
- Емельянова, Ирина Витальевна (1963) — сестра, чемпионка СССР по дзюдо, призёр чемпионата мира по самбо.
- Емельянов, Тимофей Владимирович (1992) — сын, призёр чемпионатов Европы и мира по самбо.